# Karl Spitaler
(K. Spitaler, Architettura narrativa)
Karl Spitaler (Silandro, 1951 – Silandro, 16 aprile 2006) è stato un architetto italiano, altoatesino di lingua tedesca.

## Biografia
Studiò al liceo scientifico di lingua tedesca di Silandro dal 1966 al 1971.
Conseguì la Laurea in Architettura presso l'Università di Innsbruck.
Successivamente completò i suoi studi anche presso l'Università IUAV di Venezia. Parlando della sua formazione di architetto scrisse: "Ho avuto la fortuna di godere dell'assistenza scolastica di un Luis Stefan Stecher, di un Friedrich Gurschler, di un Karl Grasser. E vorrei indicare quest'ultimo come il mio Maestro, e non solo in senso scolastico. Proprio nella mia fase creativa, Karl Grasser è stato colui che con il suo esempio, mi ha corroborato nella mia architettura".
Insieme ad altri autori pubblicò il libro Architettura narrativa, edito da Haymon Verlag (2001). Ha precedentemente pubblicato anche altri scritti in esso menzionati.
Dal 2005 aveva cominciato a collaborare con l'Università dell'Aquila, dopo essere stato perito provinciale per l'urbanistica, membro della giunta dell'Ordine degli Architetti della provincia di Bolzano, membro del consiglio comunale di Silandro, incaricato al risanamento della città di Laives, docente incaricato presso la Facoltà d'architettura d'Innsbruck e l'Istituto per la tutela dei monumenti.
Morì la domenica di pasqua del 2006 in seguito ad una grave malattia e fu sepolto nel cimitero di Silandro, che lui stesso aveva ampliato.
Il quindicinale Der Vinschger Wind (Nr.19/36/28.09.06) ha proposto con l'articolo Schlanders Realgymnasium di dare al Liceo di Silandro il suo nome, per onorarne la memoria.
Nel libro Architettura narrativa una serie di ritratti ambientati presenta Karl Spitaler prima come "architetto di Reinhold Messner", poi come "architetto di Silandro" e infine come "architetto dei poveri" a Aiquile in Bolivia, dove per un anno diresse personalmente i lavori per ricostruire la locale Cattedrale distrutta da un violento terremoto, che aveva seppellito sotto le macerie 107 abitanti (22 maggio 1988).

## Opere
Innovatore dell'architettura della val Venosta, la sua notorietà in Italia ed all'estero è legata in special modo alle seguenti opere:
la risistemazione di Castel Juval, il complesso abitativo San Francesco di Silandro, il complesso abitativo di Sluderno, il complesso tempo libero Trattla a Martello, il giardino del Convento dei Cappuccini di Bolzano, la Cassa rurale Castelbello, la Cassa Rurale di Silandro (con l'architetto W. Dietl), Piazza Cassa di Risparmio a Silandro, la Scuola musicale di Naturno, il Panificio Preiss a Castelbello, il Centro Protezione Civile a Martello, il Convento San Giovanni a Müstair in Svizzera, la cattedrale di Aiquile in Bolivia, Villa Augusta.
Come teorico dell'architettura pensava che essa doveva essere un'arte in continua evoluzione, non fine a sé stessa, ma al servizio delle esigenze abitative e spaziali dell'uomo. In quanto tale doveva seguire i principi di progettazione già indicati da Luis Wenzelbacher, cioè doveva essere definita attraverso tre relazioni:
1. con il territorio;
2. con la funzione;
3. con le aspettative degli abitatori.

Inoltre doveva essere la risultante di un dialogo interiore all'architetto tra passato, presente e futuro.

### L'architetto di Reinhold Messner

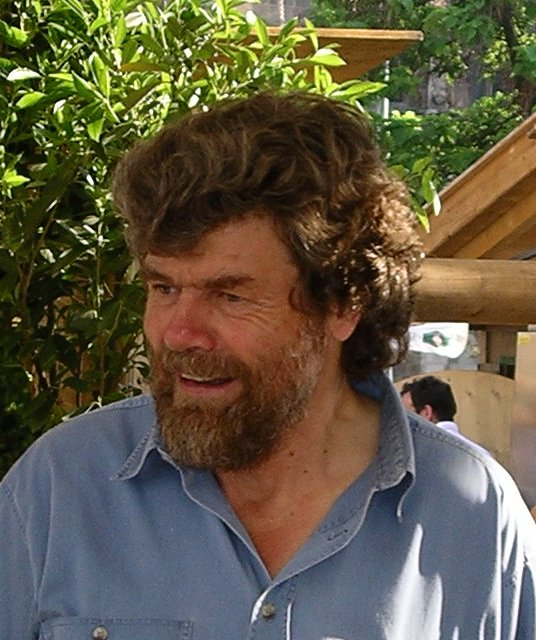
Reinhold Messner nel 2004

Il risanamento di Castel Juval è stata la prima grande opera architettonica ad aver dato vera notorietà di architetto a Karl Spitaler. Egli stesso ha raccontato nei minimi particolari come ciò accadde.
Nel mese di dicembre del 1982, quando ancora si considerava "un oscuro architetto" e se ne stava seduto con la moglie Maurizia e con i figli a Solda, presso l'albergo Marlet, fu avvicinato per conto di Messner da Paul Hanny e questi gli chiese se poteva ottenere dei contributi per il risanamento edilizio di un castello, più precisamente per un castello di Messner: Castel Juval.
Questo, prima del risanamento - come si può vedere dalla documentazione fotografica esistente - era un ammasso di ruderi e di rovine; tuttavia il leggendario alpinista, esploratore dell'Himalaya, se ne era innamorato per via di due cedri himalayani, che stavano nel cortile inferiore e l'aveva acquistato per utilazzarlo come abitazione. Successivamente, però, Messner in parte lo ha trasformato anche in un museo di oggetti rari d'arte e di culto asiatici - provenienti dal Tibet - per attirare verso l'Alto Adige visitatori da ogni parte.
Prima d'incontrare Spitaler, Messner aveva già un suo architetto di fiducia, ma quando "l'oscuro architetto" gli presentò il suo progetto, si persuase della sua validità e lo approvò. All'"alpinista castellano" piacque soprattutto la proposta di far sormontare la torre della fascia a monte da una tettoia piatta e una piramide in vetro per assicurare una illuminazione dall'alto ai pezzi migliori che dovevano essere esposti nel costruendo museo. Per dare un'idea del livello di degrado nel quale il castello si trovava prima del risanamento, Spitaler ha raccontato che i contadini della zona lo avevano trasformato in una cava di pietre per costruire le loro abitazioni. Perciò, quando Messner partì, per andare a scalare un altro dei suoi ottomila, si trovò con le sue maestranze ad affrontare un compito difficilissimo, avendo come unica interlocutrice la compagna di vita di Messner: Uschi Demeter. "Ho provato - ha scritto, parlando di quell'esperienza - quel che prova un alpinista, che, prima d'intraprendere la scalata di un ottomila, si trova senza ossigeno". Infatti sapeva di non avere alle spalle nessuna preparazione pratica in fatto di lavori di risanamento di castelli in rovina. Tuttavia alla fine dei lavori ottenne un ottimo risultato e il "privilegio" di potersi presentare davanti ad operatori mediali e fotografi come "l'architetto di Castel Juval", dunque di Reinhold Messner. È evidente che il nome che Messner si era fatto con le sue avventurose imprese alpinistiche avevano esercitata la loro influenza. Ciò significa che in un'epoca dominata ovunque dai mezzi di comunicazione di massa, dal dilagare della civiltà dell'immagine, dalla pubblicità, dalla cultura del narcisismo e da Internet, Spitaler ha compreso molto bene la grande importanza di apparire pubblicamente il più possibile e di essere presente sul Web per promuovere la propria immagine di valente architetto.
Se oggi - dopo la sua morte - si scrive e si discute di lui, ciò non avviene per caso: accade perché egli pose le premesse affinché ciò si verificasse pubblicizzando le sue opere oltre che attraverso il libro Architettura narrativa, anche cercando di essere presente sul Web in numerosi siti.

### L'architetto di Silandro

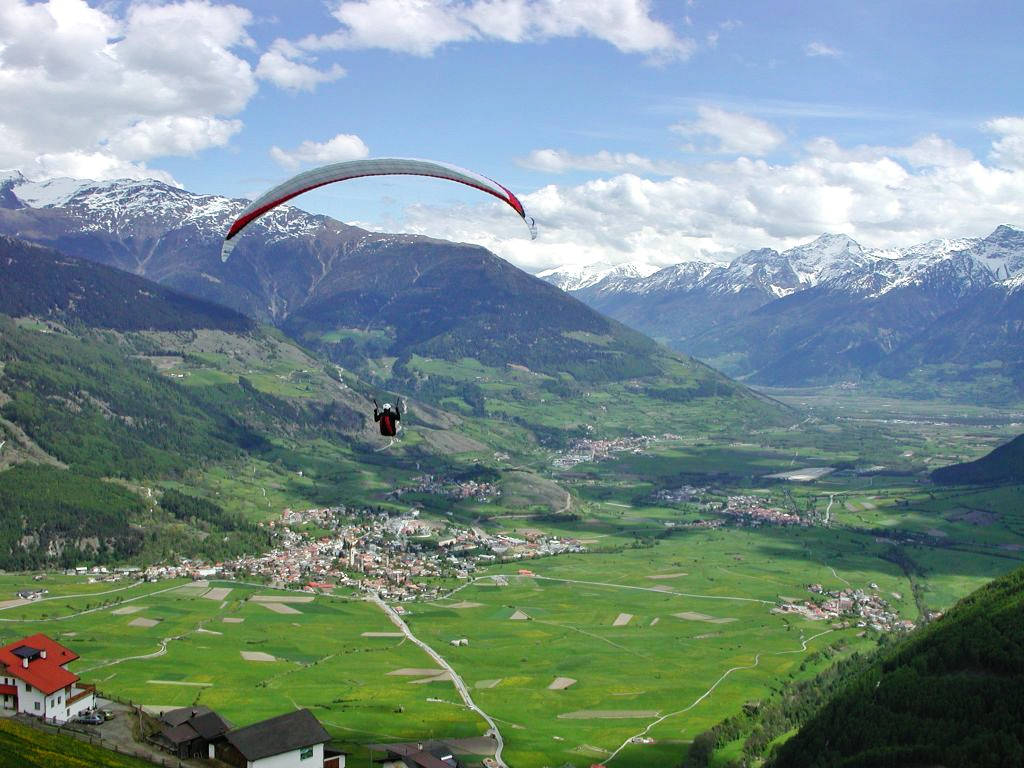
La Val Venosta.

La definizione "architetto di Silandro" deriva da un giudizio del capo redattore di "Arunda", Hans Wielander, che con esso ha inteso evidenziare il legame esistente tra le opere di Spitaler e il contesto ambientale e culturale, che lo influenzò: quello appunto del suo paese natale e della sua valle circostante, la val Venosta, con tutta la sua luminosità, il suo splendore e la sua incomparabile bellezza paesaggistica.
Per esempio, il Complesso abitativo Sluderno è contestualizzato in modo da avere come scenario il castello retrostante; la Cassa Rurale di Castelbello è caratterizzata da "un'imponente torre di vetro rotonda", "più solida di un manufatto medioevale in muratura" (J. Feichtinger) e chiaramente si ispira al vicino castello di Hendel situato sulle rocce circostanti, che dall'alto dominano la strada sottostante.
Un altro esempio molto importante sotto questo aspetto è la Cassa Rurale di Silandro. Quest'opera, risultato della collaborazione con Dietl, mette visivamente in comunicazione la spazialità dei suoi interni con la spaziosità della piazza antistante di Silandro, ristrutturata talmente bene dallo stesso Spitaler, che tutta la gente del paese in ogni momento del giorno dimostra di accettarla come se fosse sua. Per gratitudine la gente del posto la chiama Karl Spitaler Platz. Considerazioni analoghe potrebbero farsi anche per altre opere.
Minimo comune denominatore di tutte le sue opere e lo sforzo continuo di conciliare la tradizionalità dell'architettura tirolese con la modernità della neoarchitettura contemporanea attraverso ogni forma d'innovazione. Da questo punto di vista tutte le opere di Spitaler - anche quando non sono opere di grande respiro architettonico - guardano da una parte verso la modernizzazione e l'Europa e dall'altra verso la tradizione tirolese e la sua val Venosta.

## Giudizi critici
Josef Feichtinger, analizzando nei suoi saggi le opere di Spitaler, ha evidenziato la sua originalità e creatività.
Esaminando il progetto della Cattedrale di Aiquile, la prima cosa che stupisce è lo schizzo iniziale fatto di "linee sottili, tracciate con mano leggera" (M. Mazzotta)
Esteriormente ha un aspetto avveniristico.
Internamente è caratterizzata da una pianta di forma circolare inserita in una spirale, alla cui estremità è posto l'ingresso principale. Detta pianta è divisa in quattro parti uguali da una croce curvilinea, che fa da corridoio. Ogni parte della croce fa da via di fuga e conduce ad una uscita di sicurezza. L'altare è posto verso la testa del crocifisso. In ciascuna delle quattro aree in cui la pianta è stata divisa dal crocifisso sono stati sistemati i posti a sedere per i frequentatori e i visitatori. Le pareti sono di forma cilindrica e sono sormontate da una volta di forma conica. All'esterno un crocifisso gigantesco distingue l'ingresso principale dagli altri tre.

### Scritti di e su Karl Spitaler
- K. Spitaler, Das gerettete Schloß Juval in Südtirol, Bauwelt, nº 16, aprile 1986
- Turris Babel, Catalogo "Aus der Werkstatt des Architekten", Bauwelt, Ufficio Stile, Casa Vogue
- Baumeister, DBZ "Architektur aktuell", Detail
- Who is who 1997
- Denkmalpflege in Südtirol 1996 (pag. 13/99)
- Denkmalpflege Jahresberichte 1998 (pag. 107)
- Kantonale Denkmalpflege Graubünden Chur 1997 (pag. 145)
- G. Conta, Luoghi dell'arte (4° volume) 1996
- K. Spitaler, Architektur erzählt/Architettura narrativa, Haymon Verlag, Innsbruck 2001

Tra gli scritti e ricordi principali: Quando l'architetto deve andare alla Montagna (1996), Considerazioni sulla mia architettura (1997), Costruire in val Venosta (1986), Pensieri (1999).
Nel 1984 ha pubblicato con Hans Wielander Chronik von Schlanders; nel 1985 Chronik von Martell; nel 1989/90 Conosci la tua provincia?. Nel 1995 Normativa urbanistica in Alto Adige; nel 2001 Architettura narrativa, con testi di T. Bernhart, G. Bodini, J. Feichtinger, G. Mariani e H. Wielander, che descrivono con eleganza di stile tutte le opere precedentemente citate. Il libro è scritto in tedesco ed è stato tradotto in Italiano.